# بلاک بی
بلاک بی (انگلیسی: Block B؛ کره‌ای: 블락비) گروه پسرانهٔ کره جنوبی ایجاد شده توسط چو پی‌دی در سال ۲۰۱۱ است. این گروه متشکل از هفت عضو است: ته‌ایل، بی-بامب، جه‌هیو، یو-کوان، پارک کیونگ، زیکو و پی.او. بلاک بی در حال حاضر توسط کی‌کیو انترتینمنت مدیریت می‌شود.

## اعضا
- ته‌ایل (태일)
- بی-بامب (비범)
- جه‌هیو (재효)
- یو کوان (유권)
- پارک کیونگ (박경)
- زیکو (지코)
- پی.او (피오)

### زیر گروه‌ها
- باستارز (یو-کوان، بی-بامب، و پی. او)
- تی‌تویو (یو-کوان و ته‌ایل)

## ترانه‌شناسی
- بلاک‌باستر (۲۰۱۲)
- مای زون (۲۰۱۶)
- مونتاژ (۲۰۱۷)

## فیلم شناسی

### رئالیتی شوها
- ام تی وی مچ آپ (از کانال SBS MTV)
- بازگشت بلاک بی (از کانال SBS MTV)
- 5 دقیقه پیش از فاجعه (ام‌نت (شبکه تلویزیونی))